# 国際バンディ連盟

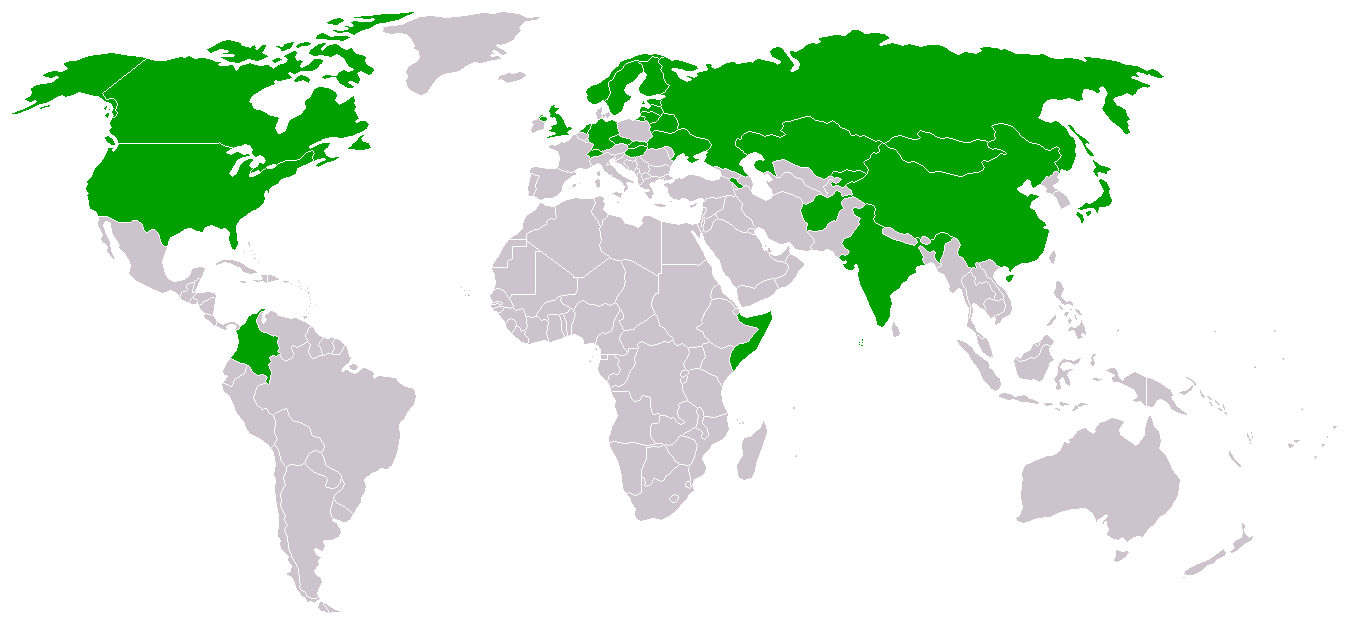
メンバー

国際バンディ連盟（こくさいバンディれんめい、Federation of International Bandy）は、バンディを統括する国際競技連盟で、1955年にスウェーデン・ストックホルムで結成された。1957年から2001年までは略称がIBFだったが、のちにFIBとなっている。主な主催大会としては世界選手権であり、男子は1957年、女子は2004年から開催されている。

## 加盟国
| 国:            | 加盟年:       | 国内連盟:                              | サイト: |
| -------------- | ------------- | -------------------------------------- | ------- |
| アフガニスタン | 2012          | アフガニスタンバンディ連盟             |         |
| アルゼンチン   | 2008          | アルゼンチンバンディ連盟               |         |
| アルメニア     | 2008          | アルメニア国内バンディ連盟             |         |
| オーストラリア | 2006          | オーストラリアバンディ連盟             |         |
| ベラルーシ     | 1999          | ベラルーシバンディ連盟                 |         |
| カナダ         | 1986          | カナダ・バンディ                       |         |
| 中国           | 2010          | 中国バンディー連盟                     |         |
| イングランド   | 2010          | イングランドバンディ連盟               |         |
| エストニア     | 2002          | エストニアバンディ連盟                 |         |
| フィンランド   | 1955          | フィンランドバンディ連盟               |         |
| ハンガリー     | 1988          | ハンガリーバンディ連盟                 |         |
| インド         | 2002          | インドバンディ連盟                     |         |
| アイルランド   | 2006          | アイルランドバンディ連盟               |         |
| イタリア       | 2003          | イタリアバンディ連盟                   |         |
| 日本           | 2011年6月30日 | 日本バンディ連盟                       |         |
| カザフスタン   | 1994          | カザフスタンバンディ連盟               |         |
| キルギス       | 2004          | キルギスタンバンディ連盟               |         |
| ラトビア       | 2006          | ラトビアバンディ連盟                   |         |
| リトアニア     | 2008          | リトアニアバンディ協会                 |         |
| モンゴル       | 2002          | モンゴルバンディ連盟                   |         |
| オランダ       | 1973          | オランダローラースポーツ・バンディ連盟 |         |
| ノルウェー     | 1955          | ノルウェーバンディ協会                 |         |
| ポーランド     | 2005          | ポーランドバンディ連盟                 |         |
| ロシア         | 1992          | 全ロシアバンディ連盟                   |         |
| セルビア       | 2006          | セルビアバンディ連盟                   |         |
| スウェーデン   | 1955          | スウェーデンバンディ連盟               |         |
| スイス         | 2006          | スイスバンディ連盟                     |         |
| ウクライナ     | 2008          | ウクライナバンディ・リンクバンディ連盟 |         |
| アメリカ       | 1981          | アメリカバンディ協会                   |         |

### 以前の加盟国
- ソビエト連邦: 1955-1991
- ドイツ: 1990-1991